# トレイシー・ポラン
トレイシー・ポラン（Tracy Pollan,  1960年6月22日 - ）は、アメリカ合衆国の女優である。

## 来歴
1960年、ニューヨーク州ロングアイランドに生まれる。母親は雑誌編集者で会計コンサルタントだった。ニューヨークで育ち、リー・ストラスバーグが設立したリー・ストラスバーグ・インスティテュート等で演劇を学んだ。1982年から本格的な女優活動を開始し、テレビ映画『For Lovers Only』で女優デビュー。
1985年に出演した人気シットコムシリーズの『ファミリー・タイズ』で女優として広く認知されるようになった。その後もコンスタントにキャリアを重ねていくが、1992年に出演したメラニー・グリフィス共演のサスペンス映画『刑事エデン/追跡者』では、第13回ゴールデンラズベリー賞の最低助演女優賞にノミネートされている。ただ2000年には、ゲスト出演したテレビシリーズ『LAW & ORDER:性犯罪特捜班』で、プライムタイム・エミー賞のテレビシリーズ部門で、ゲスト出演における優秀賞へノミネートされた。

### 私生活
1988年にテレビドラマ『ファミリー・タイズ』や映画『再会の街/ブライトライツ・ビッグシティ』で共演したマイケル・J・フォックスと結婚。二人の間には長男と双子の娘、そして三女の4人の子供が生まれた。その後も夫とは『マイケル・J・フォックス・ショウ』などいくつかのテレビ番組で共演している。

## 出演

### 映画
- For Lovers Only (1982) ※テレビ映画
- ベイビー・イッツ・ユー Baby It's You (1983)
- セッションズ Sessions (1983) ※テレビ映画
- 影の追跡 Trackdown: Finding the Goodbar Killer (1983) ※テレビ映画
- A Good Sport (1984) ※テレビ映画
- The Baron and the Kid (1984) ※テレビ映画
- テンダーエイジ The Little Sister (1986)
- The Abduction of Kari Swenson (1987) ※テレビ映画
- A Special Friendship (1987) ※テレビ映画
- プロミスト・ランド/青春の絆 Promised Land (1987)
- 再会の街/ブライトライツ・ビッグシティ Bright Lights, Big City (1988)
- 幸せの誓い Fine Things (1990) ※テレビ映画
- 刑事エデン/追跡者 A Stranger Among Us (1992)
- Dying to Love You (1993)
- Children of the Dark (1994)
- 1st to Die (2003)
- Hench at Home (2003)
- Natalee Holloway (2009)
- Justice for Natalee Holloway (2011)

### テレビシリーズ
- ABC Afterschool Specials (1984)
- ファミリー・タイズ Family Ties (1985 - 1987)
- 若き日のJFK The Kennedys of Massachusetts (1990)
- スピン・シティ Spin City (1997, 1998)
- Anna Says (1999)
- LAW & ORDER:性犯罪特捜班 Law & Order: Special Victims Unit (2000)
- ミディアム 霊能者アリソン・デュボア Medium (2009)
- LAW & ORDER:犯罪心理捜査班 Law & Order: Criminal Intent (2010)
- マイケル・J・フォックス・ショウ The Michael J. Fox Show (2013)